# Polymorphomyia basilica
Polymorphomyia basilica är en tvåvingeart som beskrevs av Snow 1894. Polymorphomyia basilica ingår i släktet Polymorphomyia och familjen borrflugor. Inga underarter finns listade i Catalogue of Life.